# Station Nørre Åby
Station Nørre Aaby is een spoorwegstation in Nørre Aaby in de Deense gemeente  Middelfart. Het station ligt aan de spoorlijn van Nyborg naar Fredericia, de hoofdverbinding tussen Kopenhagen en Jutland. 
Het eerste station in Nørre Aaby kwam gereed in 1865. Dit gebouw werd in 1908 gesloopt en vervangen door het huidige gebouw dat gereed kwam in 1909. Het ontwerp van de spoorwegarchitect Heinrich Wenck is inmiddels een beschermd monument. 
Het station wordt bediend door de stoptrein tussen Odense en Fredericia.